# Aetna
Aetna Inc. ([ˈɛtnə]) — американская компания, специализирующаяся на медицинском страховании. Штаб-квартира компании располагается в Хартфорде, Коннектикут.

## История

Логотип компании до 2012 года

Компания была основана в 1853 году под названием Aetna Life Insurance Company (рус. компания по страхованию жизни «Этна»). Её первым президентом стал Элифалет Балкли (англ. Eliphalet Adams Bulkeley), также сыгравший заметную роль в формировании Республиканской партии США. Его сын, Морган Балкли (англ. Morgan G. Bulkeley), возглавлявший компанию с 1879 по 1922 год, также был губернатором штата Коннектикут и сенатором от Республиканской партии. В конце XIX — начале XX века сфера деятельности расширилась на другие виды страхования — от несчастного случая, медицинского, морского, коллективного, автострахования. Третий член семьи Балкли, Морган Балкли Бренард (Morgan Bulkeley Brainard) возглавлял компанию с 1922 по 1955 год; на нём участие семьи в управлении компанией прекратилось. В последующие годы руководство сменялось достаточно часто, и компания развивалась с переменным успехом. В 1960-е годы была предпринята попытка выйти на рынки других стран (Канады с покупкой Excelsior Life Insurance Company и Италии с партнёрством с Assicurazioni Generali S.p.A.), а в 1970-е годы Aetna попыталась освоить другие отрасли, такие как нефтедобыча и телекоммуникации. В 1990-е годы руководством компании было решено сконцентрироваться на наиболее успешном направлении деятельности — медицинском страховании. Постепенно были проданы дочерние компании, оказывавшие другие виды страхования, в частности в 1996 году компании The Travelers Companies за $4,1 млрд была продана компания по страхованию собственности и от несчастных случаев; в том же году за $8,9 млрд была куплена компания U.S. Healthcare, Inc., что сделало Aetna крупнейшим оператором медицинского страхования в США. В 2000 году все оставшиеся не связанные с медицинским страхованием подразделения были проданы компании ING за $7,75 млрд. Это было оформлено так, что Aetna Life & Casualty была поглощена ING, а новая Aetna Inc. стала правопреемником основанной в 1982 году U.S. Healthcare, Inc. Новую Aetna Inc. возглавил Джон Роу, который начал с того, что сократил 15 тысяч сотрудников и повысил на 16 % страховые премии, также компания прекратила участие в программе Medicare в ряде неприбыльных регионов.
В 2015 году было достигнуто соглашение о поглощении компании Humana за $37 млрд, однако сделка была заблокирована Федеральным судьёй
США как нарушающая антимонопольное законодательство.

## Акционеры
С 1968 года акции компании котируются на Нью-Йоркской фондовой бирже. По состоянию на 2017 большинство акций Aetna находятся у институциональных инвесторов (BlackRock, The Vanguard Group, State Street Corporation, T. Rowe Price, Capital Group Companies и других. В целом у компании около 6500 акционеров.

## Руководство
- Марк Бертолини (англ. Mark Bertolini) — председатель правления с 2011 года и главный исполнительный директор с 2010 года, также с 2007 по 2014 год занимал пост президента. В компании с 2003 года.
- Карен Линч (англ. Karen S. Lynch — президент с 2015 года.

## Деятельность
На 2016 год компания обслуживала 46,7 млн человек.
Основные подразделения:
- Health Care — коммерческое медицинское страхование, а также участие в правительственной программе Медикэр в некоторых регионах США; страховые премии этого подразделения в 2016 году составили $54 млрд, в сумме с другими доходами оборот подразделения $60 млрд; отношение страховых выплат к премиям составляет около 82 %.
- Group Insurance — коллективное страхование сотрудников компаний (страхование жизни, от утраты трудоспособности); оборот — $2,5 млрд.
- Large Case Pensions — пенсионное страхование (подразделение находится в состоянии постепенной ликвидации, новые договора не заключаются); оборот — $300 млн.

| Год                 | 2002   | 2003  | 2004  | 2005  | 2006  | 2007  | 2008  | 2009  | 2010  | 2011  | 2012  | 2013  | 2014  | 2015  | 2016  |
| ------------------- | ------ | ----- | ----- | ----- | ----- | ----- | ----- | ----- | ----- | ----- | ----- | ----- | ----- | ----- | ----- |
| Оборот              | 19,88  | 17,98 | 19,90 | 22,49 | 25,15 | 27,60 | 30,95 | 34,76 | 34,25 | 33,78 | 36,60 | 47,30 | 58,00 | 60,34 | 63,16 |
| Чистая прибыль      | -2,555 | 0,893 | 2,155 | 1,573 | 1,702 | 1,831 | 1,384 | 1,277 | 1,767 | 1,986 | 1,658 | 1,914 | 2,041 | 2,390 | 2,271 |
| Активы              | 40,13  | 41,02 | 42,21 | 44,43 | 47,63 | 50,72 | 35,85 | 38,55 | 37,74 | 38,59 | 41,34 | 49,72 | 53,35 | 53,51 | 69,15 |
| Собственный капитал | 7,060  | 7,992 | 9,162 | 10,19 | 9,145 | 10,04 | 8,186 | 9,504 | 9,891 | 10,12 | 10,41 | 14,03 | 14,48 | 16,11 | 17,88 |